# Lagărul de concentrare Neuengamme
Lagărul de concentrare Neuengamme a fost un lagăr de concentrare german, înființat în 1938 de către SS din apropierea satului Neuengamme din cartierul Bergedorf al orașului Hamburg, Germania. A fost administrat de către SS din 1938 până în 1945. În această perioadă au fost deținuți aproximativ 106.000 de prizonieri la Neuengamme și în taberele adiacente. 14.000 au murit în lagărul principal, 12.800 în taberele adiacente și 16.100 în marșurile de evacuare din ultimele săptămâni de război sau din cauza bombardamentelor. Morțile confirmate sunt 42.900. După înfrângerea Germaniei în 1945, Armata Britanică a folosit Neuengamme până în 1948 ca lagăr de internare. În 1948, clădirea a fost transferată autorității penitenciare din Hamburg care a demolat barăcile lagărului și a construitun nou bloc de celule. După ce a fost operat ca două închisori de către autoritățile din Hamburg din 1950 până în 2004 și o perioadă de incertitudine, locul servește în prezent ca memorial. El este situat la 15 km sud-est de centrul orașului Hamburg.

## Funcționarea lagărului
În septembrie 1938 compania DEST (Deutsche Erd- und Steinwerke GmbH) deținută de SS a cumpărat fosta cărămidărie (în germană Klinkerwerk) din Neuengamme. Pe 13 decembrie 1938 a fost înființat lagărul de concentrare Neuengamme, iar primii 100 de prizonieri au provenit din lagărul de concentrare Sachsenhausen.
În aprilie 1940 SS-ul și orașul Hamburg au semnat un contract pentru construirea unei fabrici de cărămidă și pe 4 iunie 1940 lagărul de concentrare Neuengamme a devenit un lagăr independent.
Potrivit mărturiei lui Wilhelm Bahr, un fost infirmier, în timpul procesului împotriva lui Bruno Tesch, 200 de prizonieri de război ruși au fost gazați cu acid cianhidric în 1942. În aprilie 1942 a fost construit în lagăr un crematoriu. Anterior, toate cadavrele erau transportate la Hamburg pentru incinerare. La sfârșitul anului 1943, cel mai probabil în noiembrie, Neuengamme a înregistrat sosirea primului lor de prizonieri de sex feminin în conformitate cu înregistrările lagărului. În vara anului 1944, Neuengamme a primit mai multe femei prizonieri de la Auschwitz, precum și din alte lagăre din Est. Toate femeile au fost în cele din urmă trimise într-una dintre cele 24 de tabere adiacente pentru femei.
În iulie 1944 a fost înființată o secțiune a lagărului pentru prizonierii importanți proveniți din Franța. Aceștia erau adversari politici și membri ai Rezistenței Franceze care au ridicat armele împotriva forțelor germane. Printre ei s-a aflat și John William, care a participat la sabotarea și bombardarea unei fabrici militare din Montluson. William a descoperit că are talent muzical, în timp ce se afla la Neuengamme și a urmat apoi o carieră de cântăreț de muzică populară și de muzică gospel. La sfârșitul anului 1944 numărul total de prizonieri era de aproximativ 49.000, dintre care 12.000 la Neuengamme și 37.000 în taberele adiacente.
Pe 15 martie 1945 a început transferul prizonierilor scandinavi din alte lagăre către Neuengamme în cadrul programului Autobuzele Albe. Pe 27 martie a fost înființată o tabără pentru deținuți scandinavi la Neuengamme. Pe 8 aprilie un raid aerian asupra unui tren care transporta deținuți a condus la masacrul de la Celle.

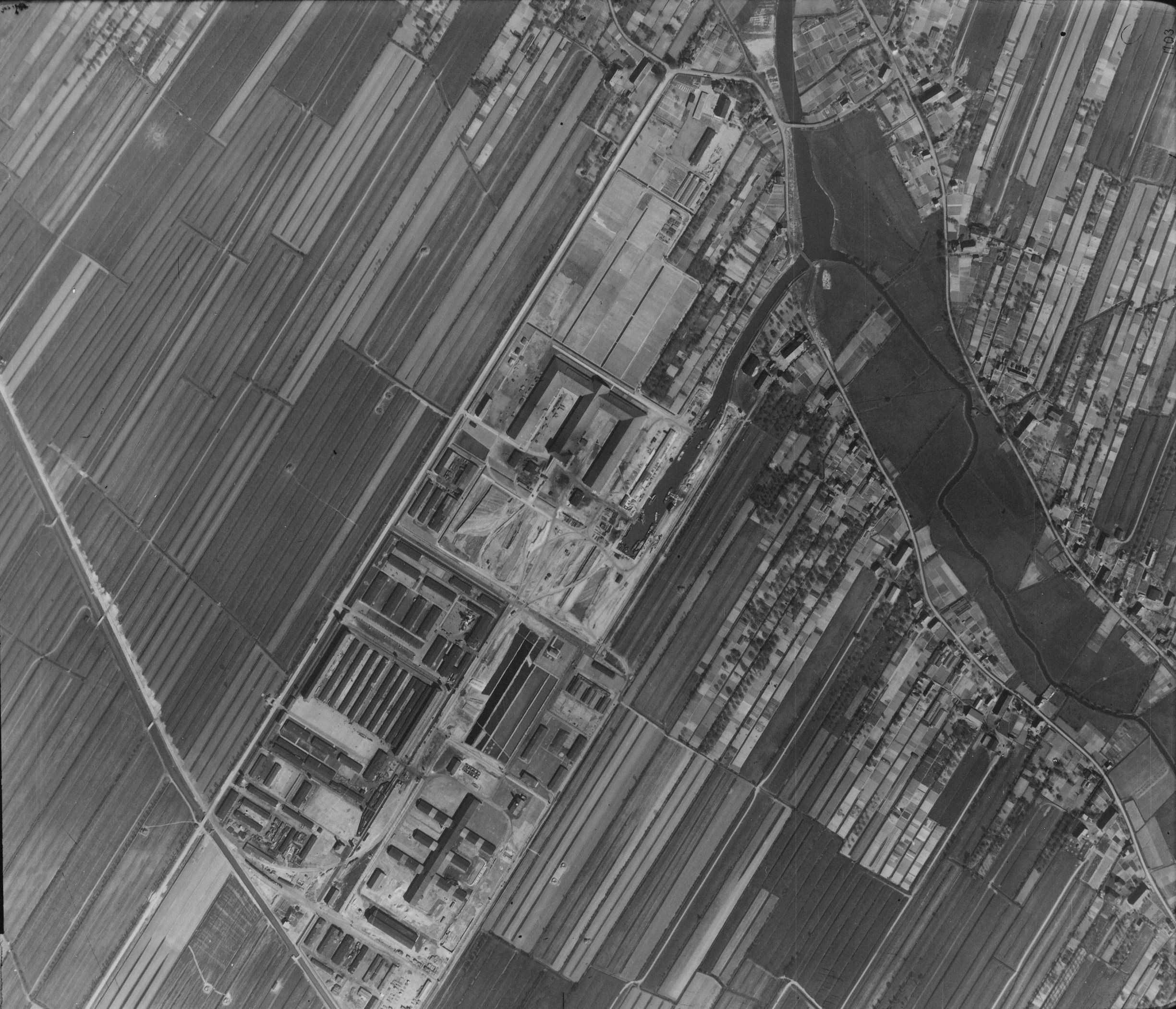
Imagine aeriană a lagărului Neuengamme luată de aviația britanică pe 16 aprilie 1945

Pe 26 aprilie 1945, aproximativ 10.000 de prizonieri supraviețuitori au fost încărcați în patru nave: navele de pasageri Deutschland și Cap Arcona și două vapoare mari, SS Thielbek și Athen. Prizonierii au fost ținuți în calele navelor fără hrană sau apă timp de mai multe zile.
Ordinul de transferare a deținuților din lagărele pe navele închisoare a provenit de la Gauleiter Karl Kaufmann din Hamburg care acționa el însuși după ordinele primite de la Berlin. Kaufmann a susținut mai târziu în fața tribunalului pentru crime de război că prizonierii urmau să fie transportați în Suedia. Cu toate acestea, în același proces, șeful Gestapo-ului din Hamburg Georg-Henning Graf von Bassewitz-Behr a declarat că prizonierii erau de fapt programați să fie uciși în conformitate cu ordinele lui Himmler și s-a sugerat că planul prevedea scufudarea navelor cu prizonierii încă la bord.
Pe 2 mai 1945 militarii SS și ultimii prizonieri au părăsit lagărul Neuengamme.

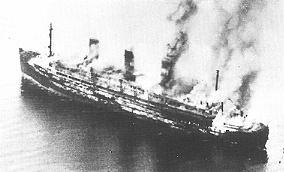
Cap Arcona în flăcări la scurt timp după atacurile RAF din mai 1945

Pe 3 mai 1945 navele au fost atacate de trei escadrile ale Royal Air Force formate din avioane Hawker Typhoon. RAF a crezut că navele transportau personal SS către Norvegia; informațiile că navele transportau prizonieri din lagărele de concentrare nu au ajuns la timp pentru ca atacul să fie oprit. Thielbek a fost scufundat, iar Cap Arcona și Deutschland au luat foc și s-au scufundat amândouă mai târziu s-a scufundat; supraviețuitorii care au sărit în apă au devenit ținte focurilor provenite din aeronavele RAF. Mii de morți au fost aduși de ape la țărm în timp ce Armata Britanică a ocupat zona; britanicii i-au forțat pe prizonierii de război și pe civilii germani să sape gropi comune pentru a îngropa cadavrele.

## Victime
| Țară               | Bărbați | Femei  | Total   |
| ------------------ | ------- | ------ | ------- |
| Uniunea Sovietică  | 28.450  | 5.900  | 34.350  |
| Polonia            | 13.000  | 3.900  | 16.900  |
| Franța             | 11.000  | 500    | 11.500  |
| Germania           | 8.800   | 400    | 9.200   |
| Țările de Jos      | 6.650   | 300    | 6.950   |
| Belgia             | 4.500   | 300    | 4.800   |
| Danemarca          | 4.800   | -      | 4.800   |
| Ungaria            | 1.400   | 1.200  | 2.600   |
| Norvegia           | 2.200   | -      | 2.200   |
| Iugoslavia         | 1.400   | 100    | 1.500   |
| Cehoslovacia       | 800     | 580    | 1.380   |
| Grecia             | 1.250   | -      | 1.250   |
| Italia             | 850     | -      | 850     |
| Spania             | 750     | -      | 750     |
| Austria            | 300     | 20     | 320     |
| Luxemburg          | 50      | -      | 50      |
| Islanda            | 1       | -      | 1       |
| Alte țări          | 1.300   | 300    | 1.600   |
| Total              | 87.500  | 13.500 | 101.000 |
| netrecuți în liste | -       | -      | 5.000   |
| Total global       | -       | -      | 106.000 |
| Morți în deportare | -       | -      | 55.000  |

Deținuții au fost de 28 de naționalități (sovietici (34.350), polonezi (16.900), francezi (11.500), germani (9.200), neerlandezi (6.950), belgieni (4.800), danezi (4.800)) și, de asemenea, din comunitățile evreiești locale, , dar și comuniști, homosexuali, prostituate, țigani, martori ai lui Iehova, prizonieri de război și multe alte grupuri persecutate. Din cei 106.000 de deținuți, aproape jumătate au murit. 20.400 de victime, enumerate pe nume în memorialul lagărului Neuengamme, au murit în lagăr și în taberele adiacente. În realitate, aproximativ 26.800 de persoane au murit acolo. În ultimele zile ale lagărului și ale „evacuării” au murit aproximativ 17.000 de oameni au murit. Cel puțin 42.900 de victime pot fi confirmate.

### Deținuți notabili
- Reinder „Rein” Boomsma, fotbalist olandez/ colonelul în rezervă al Armatei Olandeze, comandant al Ordedienst Drepturi Veluwe.
- Claude Bourdet, politician și scriitor francez
- Emil František Burian, poet, jurnalist, cântăreț, actor, muzician, compozitor, consilier dramatic, dramaturg și regizor ceh
- Jan Campert, jurnalist, critic de teatru, scriitor neerlandez și membru al Rezistenței olandeze
- Robert Domany, comunist croat, partizan și erou național al Iugoslaviei
- Ernst Goldenbaum, politician est-german
- René Gimpel, dealer de artă și colecționar francez
- Per Johan Græsli, medic norvegian
- Coen Hissink, actor neerlandez
- Michel Hollard, colonel francez și membru al Rezistenței franceze
- Georges Journois, general de bigadă francez și membru al Rezistenței franceze
- Anton de Kom, luptător în rezistență surinamez
- Henry Wilhelm Kristiansen, editor de ziar și om politic norvegian
- Léonel de Moustier, politician francez
- Serghei Nabokov, fratele scriitorului Vladimir Nabokov[13]
- Fritz Pfeffer, evreu german, care a trăit ascuns în Casa Anne Frank
- Chava Rosenfarb, scriitor polonez în limba idiș
- David Rousset, scriitor și activist politic francez
- Zuzana Růžičková, clavecinistă cehă
- Karl Säre, politician eston
- Kurt Schumacher, politician german
- Johann Trollmann, boxer sinti german

## Personalul lagărului

### Comandanții lagărului
În timpul perioadei cât a funcționat ca tabără a lagărului de concentrare Sachsenhausen, următoarele ofițeri SS au servit ca Lagerführer (comandanți ai lagărului de concentrare) la Neuengamme.
- SS Sturmbannführer Walter Eisfeld
- SS Hauptsturmführer Martin Gottfried Weiss, aprilie 1940 - iunie 1940

Erich Frommhagen (membru SS din mai 1933, nr. 73754) a devenit aghiotantul comandantului lagărului Neuengamme de la începutul anului 1940. El a fost ucis în luptă pe 17 martie 1945.
Începând din iunie 1940, când Neuengamme a devenit lagăr de concentrare independent, au fost următorii comandanți ai lagărului:
- SS Hauptsturmführer Martin Gottfried Weiss, iunie 1940 - septembrie 1942. Aghiotantul lui a fost Karl-Friedrich Höcker.
- SS Obersturmbannführer Max Pauly, septembrie 1942 - până la eliberare.